# Lebiasinidae
Famille
Les Lebiasinidae (Lébiasinidés) forment une famille de poissons d'eau douce appartenant à l'ordre des Characiformes. Cette famille est originaire du Costa Rica, du Panama et d'Amérique du Sud. Ils sont généralement de petite taille et peuvent donc être maintenus en aquarium, notamment les désormais populaires Nannostomus (poissons-crayons) et les Copella (tétras éclabousseurs). Les Lébiasinidés sont de petits poissons cylindriques, de 2 à 7 cm de longueur à l'âge adulte. Ils s'attaquent aux larves d'insectes, en particulier à celles des moustiques. La famille comprend le "voladoras", trouvé dans les lacs de haute altitude dans les Andes et l'Amérique centrale. Les autres espèces peuplent les plaines de l'Orénoque, les bassins fluviaux de l'Amazone et du Paraguay.

## Liste de genres
Selon FishBase (25 juin 2015) :
- genre Copeina Fowler, 1906
- genre Copella G. S. Myers, 1956
- genre Derhamia Géry & Zarske, 2002
- genre Lebiasina Valenciennes, 1847
- genre Nannostomus Günther, 1872
- genre Piabucina Valenciennes in Cuvier et Valenciennes, 1850
- genre Pyrrhulina Valenciennes, 1846